# Segundo Galicia Sánchez
Segundo Galicia Sánchez (Virú, 11 de agosto de 1938-Mazatlán, 14 de diciembre de 2020) fue un profesor, investigador y sociólogo peruano.

## Actividad académica
Efectuó la licenciatura en Sociología por la Universidad Nacional Mayor de San Marcos, Lima, Perú; maestría en Ciencias Sociales por la Facultad Latinoamericana de Ciencias Sociales (FLACSO), Chile y doctorado en Sociología por la Facultad de Ciencias Políticas y Sociales de la Universidad Nacional Autónoma de México UNAM, México.
Se desempeñó como catedrático e investigador de tiempo completo, titular "C" de la Facultad de Ciencias Sociales de la Universidad Autónoma de Sinaloa, (UAS), México; miembro del Sistema Nacional de Investigadores (SNI, nivel 1). Fue líder del Cuerpo Académico CA-156 “Sociedad y Cultura” y miembro del Núcleo Básico de la Maestría en Ciencias Sociales. Además fue Investigador-Evaluador de PROMEP-SEP.

## Publicaciones

### Libros
- Introducción al estudio del conocimiento científico, Plaza y Valdés Editores, ISBN 978-97-072-2377-6
- El punto de partida del método científicamente correcto, Plaza y Valdés Editores, ISBN 978-60-740-2085-4
- El arte y la ciencia de enseñar, Plaza y Valdés Editores, ISBN 978-60-740-2323-7